# Malfa
Pour les articles homonymes, voir Malfa (homonymie).
Malfa est une commune italienne située sur l'île de Salina. Elle appartient à la province de Messine dans la région Sicile.

## Administration
| Période                                  | Période | Identité | Étiquette | Qualité |
| ---------------------------------------- | ------- | -------- | --------- | ------- |
|                                          |         |          |           |         |
| Les données manquantes sont à compléter. |         |          |           |         |

### Communes limitrophes

Malfa

Pollara

Leni, Santa Marina Salina